# Diallactia obscuripes
Diallactia obscuripes är en tvåvingeart som beskrevs av Spungis 1985. Diallactia obscuripes ingår i släktet Diallactia och familjen gallmyggor.
Artens utbredningsområde är Lettland. Inga underarter finns listade i Catalogue of Life.